# Al-Hajaliah
al-Hajaliah (tiếng Ả Rập: الحجلية, đã Latinh hoá: al-Ḩajalīyah) là một ngôi làng ở phía bắc tỉnh Aleppo, miền bắc Syria. Nằm trên đồng bằng Manbij phía bắc, ngôi làng nằm khoảng 4 kilômét (2,5 mi) về phía tây Jarabulus và sông Euphrates, và chỉ khoảng 1,5 km (0,93 mi) phía nam biên giới với tỉnh Gaziantep của Thổ Nhĩ Kỳ.
Với 574 cư dân, theo điều tra dân số năm 2004, al-Hajaliah thuộc về hành chính thuộc về Nahiya Jarabulus trong Quận Jarabulus. Ngoài Jarabulus, các địa phương lân cận còn có al-Haluwaniyah 4 km (2,5 mi) về phía tây nam và Tall Shair 3 km (1,9 mi) về phía nam.